# Повстання через віскі
Повстання через віскі (англ. Whiskey Rebellion) — заворушення фермерів проти податку на виробництво віскі протягом 1791-94 років, що перейшли в збройне протистояння з федеральними податковими службами і армією США в Пенсільванії в 1794 році. Повстання було придушене ополченням президента країни Джорджа Вашингтона.

## Ситуація напередодні повстання 1794 року

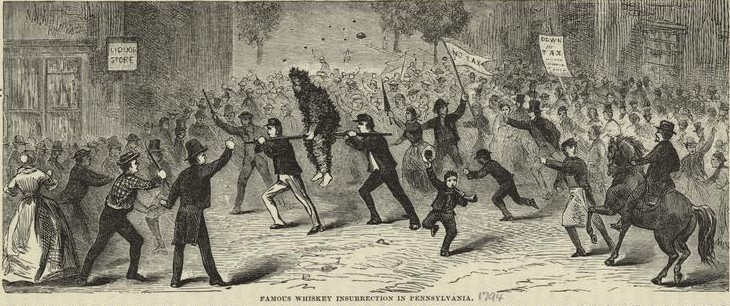

Після війни за незалежність США перший уряд нової країни ввів податок на право виробляти віскі. Податок був частиною програми з ліквідації внутрішніх боргів держави, спричиненої витратами на революційну війну 1775-83 років.
Фермери, які під час війни за незалежність по-різному ставилися до революційного уряду були незадоволені рішенням змусити їх платити податок, який не обговорювали з ними. В основному протест виражався у відмові платити, погроз податковим інспекторам і фізичному насильстві над ними, а також погроз та нападів на тих фермерів, що погоджувалися платити податки. Такі хвилювання тяглися з 1791-го по 1794-ий, а тоді перейшли у фазу збройної боротьби.

## Бій у Бауер Хілл
16 липня 1794 р. озброєна група спробувала захопити одного з великих чиновників податкового відомства генерала Невіля в його будинку на Бауер Хілл під Піттсбургом (Пенсільванія). Але у відповідь Невіль застрелив одного з нападників — Олівера Міллера. Після невдалої спроби змусити Невіля вийти, група, не зумівши захопити будинок, відступила за підкріпленням. 17 липня 1794 р. до Бауер Хілл підійшли вже близько 600 чоловік на чолі з ветераном армії Вашингтона майором Джеймсом МакФарлейном, а на допомогу Невілю прийшли з Піттсбурга 10 солдатів на чолі з майором Абрахамом Кіркпатриком, який був родичем дружини Невіля.
Перед підходом повстанців генерал Невіль зумів покинути будинок і сховатися. Повстанці дозволили жінкам і дітям покинути Бауер Хілл і почався бій. Через одну годину перестрілки МакФарлейн (або хтось із його повстанців) помітив білий прапор в будинку Невіля і припинив вогонь. Але коли він спробував увійти в будинок, його застрелили на порозі. Після цього повстанці підпалили будинок Невіля і змусили капітулювати всіх його захисників. Крім МакФарлейна були вбиті 1-2 повстанця і 1 солдат-федерал. Іншим солдатам було дозволено повернутися в Піттсбург, а майора Кіркпатрика, сина Невіля Преслі і ще одного урядовця Дейвіда Ленокса повстанці взяли в полон (звідки вони втекли).
Після цього на заході Пенсільванії тривали хвилювання у формі мітингів. Але більше ніяких боїв між армією і фермерським ополченням не було зафіксовано.

## Перемови і каральна експедиція
Президент США Джордж Вашингтон направив своїх представників для переговорів з повстанцями, а сам почав збирати військо для каральної операції. У серпні люди Вашингтона зустрілися з представниками протестного руху західної Пенсільванії і запропонували амністію у відповідь на підпорядкування законам США. Був проведений місцевий народний референдум у вересні 1794 р., результати якого показали, що населення розділилося на дві великі групи: тих, хто залишився лояльним до влади і тих, хто не бажав підкорятися законам США. Емісари Вашинґтона рекомендували уряду провести військову експедицію.
Вашингтон зібрав близько 13 тисяч людей у федеральне ополчення. При цьому використовувалися елементи призову, що викликало протест і хвилювання призовного населення в деяких штатах на сході Вірджинії, в Мериленді.
Під час каральної операції в західній Пенсільванії 29 вересня 1794 року. один з ополченців випадково застрелив хлопця, який не мав відношення до політики і хвилювань. Через два дні ще один чоловік був убитий солдатом Вашингтона, коли його намагалися заарештувати, і він пручався. Обох військових судили цивільним судом і виправдали.
У жовтні 1794 р. Вашингтон сам приїхав на місце дії свого ополчення під час каральної операції — рідкісний випадок в історії і єдиний в історії США, коли глава держави веде солдатів на війну. Повстанці не чинили ніякого опору армії Вашингтона. Приблизно 20 людей були арештовані, з них 2 засудили до смертної кари за розбійні напади та їх помилував президент Вашингтон. Після каральної операції хвилювання через віскі припинилися, але проблеми зі збором цього податку залишилися. Сам податок на виробництво віскі був скасований після приходу до влади Республіканської партії Томаса Джефферсона.

## Значення повстання через віскі
Повстання через віскі було одним з перших конфліктів між громадянами і владою США, в якому нова держава довела своє право вводити і збирати податки і здатність наводити порядок під час заворушень. Це подія в історії знайшла відображення в роботах дослідників і художніх творах. Серед іншого можна виділити і альтернативний варіант розвитку подій на думку історика Л. Ніла Сміта: ополчення могло піти на Філадельфію (тоді — столицю США), покарати Джорджа Вашингтона смертю, скасувати Конституцію і відновити дію Статей Конфедерації, після чого США перетворилися б у Північноамериканську конфедерацію.